# BackupAssist
BackupAssist es un producto para realizar copias de seguridad creado para el uso en entornos Microsoft Windows.
El software está desarrollado por Cortex IT Labs y está dirigido principalmente a las pequeñas y medianas empresas del mercado, proporcionando protección para Windows Server, Active Directory, Microsoft Exchange y Microsoft SQL Server.

## Historia
BackupAssist comenzó como un pequeño proyecto destinado a ayudar al administrador del sistema NTBackup que viene incluido junto con Windows NT y Windows 2000. Debido a las muchas deficiencias con ciertas características de NTBackup (programación, la rotación de los medios de comunicación y vigilancia), BackupAssist proporcionó a los usuarios de software de copia de seguridad algo con que poder cubrir sus necesidades.
Cuando BackupAssist fue publicado en 2002, un sitio web fue creado para dar a apoyo el software. En los siguientes años, se agregaron características adicionales para que los usuarios puedan elegir entre una variedad de destinos de copia de seguridad, tales como unidades de cinta, NAS, las unidades REV, discos duros externos y CD/DVD. Los accesorios para Microsoft SQL Server y Microsoft Exchange Server buzones se introdujeron en 2006.
En 2007, una versión totalmente renovada del software fue sacada a la venta con una nueva arquitectura basada en "la independencia de copia de seguridad del motor".
En febrero de 2008, una solución para Windows Server 2008 fue sacada a la venta, con la capacidad de la unidad de imágenes.

## Versiones principales.[2]
- Version 5 – 13 de octubre de 2008 – Complemento File Replication Engine
- Version 4 – 8 de mayo de 2007 – application rewritten in .NET Framework, 64 bit OS support
- Version 3.5 – 8 de noviembre de 2006 – Complemento para backups de mailbox de Exchange
- Version 3 – 16 de julio de 2004 – Complemento para backups de SQL Server
- Version 2 – 24 de octubre de 2003
- Version 1 – 28 de agosto de 2002